# Soul Electronics
Soul Electronics（ソウル・エレクトロニクス）は、中華人民共和国・香港特別行政区に本社を置く音響機器メーカー。ブランドとして、SOULを使用しているが、当初はグラミー賞を受賞したこともあるヒップホップMC・リュダクリス（Ludacris）が監修していたため、SOUL by Ludacrisと表記されていた。2010年に設立され、Bluetoothヘッドフォン、イヤフォン、そしてスピーカーといった様々なワイヤレス製品を製造している。

## 歴史
Soul Electronicsは2010年に設立された。当初は、香港を本拠地とするSigneo Design International（シグネオ・デザイン・インターナショナル）のアメリカ法人であるSigneo USAとして知られていた。2011年1月、この年のコンシューマー・エレクトロニクス・ショー（英語: Consumer Electronics Show, CES）にて、SOUL by Ludacrisとして紹介された。これは、当時のヘッドフォンシリーズがヒップホップMCのLudacrisとのコラボレーションモデルとして設計されていたためである。このヘッドフォンのシリーズには５つの異なるモデルが用意されており、2011年の暮れに一般発売された。この時までに、会社名を現在のSoul Electronicsに変更している。
2012年、Soul Electronicsは短距離走者・ウサイン・ボルト（Usain Bolt）とコラボレーションし、ランニングやエクササイズ中に使用する目的の新しいヘッドフォンとイヤフォンを開発した。この後2年にわたって、Soul Electronicsは、ブレンダン・ショーブやティム・ティーボウ、アレックス・フラワーといった様々なアスリートとスポンサー契約を結んだ。2015年、Soul Electronicsは、ウォーキートーキー機能を搭載したCombat* Syncヘッドフォンを発売した。CES2018では、Soul Electronicsは、新たな人工知能機能を搭載した「Run Free Pro Bio」および「Blade」を発売した。この機器は、使用者の生活やランニング中の指導を行うものであった。
2019年、Soul Electronicsは、4つの新商品を発売した。2020年には、更に4機種のイヤフォンとヘッドフォンを追加で発売した。
2023年、Soul Electronicsは初となるオープンイヤー型のヘッドフォンである「Openearシリーズ」を発売した。このシリーズのモデルとして、「Openear 2」、「Openear Plus」、「Openear S-Clip」そして「Openear S-Free」の4モデルが発売された。

## 製品
Soul Electronicsは、これまでに様々なオーディオ製品を製造しており、主にランナーやその他のエクササイズをする人々をターゲットとしている。オーバーイヤーヘッドフォンの「Ultra Wireless」やポータブルスピーカーの「S-Storm」、複数のイヤフォンなどが現行の製品群である。Soul Electronicsのハイエンドイヤフォンは、「SYNC Pro」および「SYNC ANC」である。これらのオプションは双方とも2つのマイクロフォン、タッチセンサー、他のSOULの製品と比較して長いバッテリーを搭載している。これに加えて後者の製品には、アクティブ・ノイズ・キャンセリングが搭載されている。ミドルレンジのイヤフォンとしては、「ST-XX」と「ST-XS2」があり、これらは防水性能を持ち、タッチセンサーが搭載されている。ローエンドモデルとしては、「S-Fit」や「S-Gear」があり、防水性能を持ち、ランニングをする人々に適している製品として広告されている。すべてのSOUL製品は、Bluetooth接続を前提としている。